# Jens Brüggemann
Jens Brüggemann (* 10. März 1968 in Northeim) ist ein deutscher Fotograf.

## Leben
Der ehemalige norddeutsche Jugend- und nationale Gruppenmeister im Hindernislauf studierte an der Ruhr-Universität Bochum Wirtschaftswissenschaften und schloss das Studium 1998 als „Diplom-Ökonom“ ab. Danach arbeitete er als Fotograf mit den Schwerpunkten Beauty, Mode, Erotik und Akt.
Im Mai 2001 veröffentlichte die Boulevardpresse Brüggemanns Erotikfotos von Cora Schumacher. Sie war damals mit Ralf Schumacher verlobt, die Fotos stammten aus der Zeit, in der sie als Erotikmodel unter ihrem Geburtsnamen Caroline Brinkmann gearbeitet hatte. Schumacher versuchte, die Veröffentlichungen zu verhindern und verklagte Brüggemann. Es kam zum Prozess, den Brüggemann gewann.
Brüggemanns Fotostudio befindet sich in Neuss, er gibt Workshops und Vorlesungen zum Thema Fotografie in Deutschland und auf Ibiza.

## Werke (Auswahl)
- Schwarzweiß-Aktfotografie, vfv-Verlag, 1998, ISBN 3-88955-103-3.
- Erotic acts, tosa, 2000, ISBN 3-85492-227-2.
- Erotic Moments, ReiseArt, Glaspalast Edition, 2000, ISBN 3-935015-17-8.
- Passion, Verlag Braus Edition Im Wachter, 2001, ISBN 3-926318-06-6.
- Moderne Erotische Digitalfotografie, mitp, 2007, ISBN 978-3-8266-1687-7.
- Fotografie und Recht. Die wichtigsten Rechtsfälle für die Fotopraxis, mitp, 2009, ISBN 978-3-8266-5944-7.
- Beruf Fotograf. Leitfaden für angehende Berufsfotografen, mitp, 2. Auflage 2011, ISBN 978-3-95845-212-1.
- Die besten Posing-Tipps. mitp, Frechen 2017, ISBN 978-3-95845-452-1.